# Distrikt Vicco
Der Distrikt Vicco liegt in der Provinz Pasco in der Region Pasco in Zentral-Peru. Der Distrikt wurde am 17. März 1958 gegründet und besitzt eine Fläche von 171 km². Beim Zensus 2017 wurden 3561 Einwohner gezählt. Im Jahr 1993 lag die Einwohnerzahl bei 3293, im Jahr 2007 bei 2730. Die Distriktverwaltung befindet sich in der 4114 m hoch gelegenen Ortschaft Vicco mit 1500 Einwohnern (Stand 2017). Vicco liegt etwa 17 km südlich der Provinz- und Regionshauptstadt Cerro de Pasco.

## Geographische Lage
Der Distrikt Vicco liegt am Westrand der peruanischen Zentralkordillere im Süden der Provinz Pasco. Der Río San Juan, ein rechter Nebenfluss des Río Mantaro, fließt entlang der westlichen Distriktgrenze nach Süden. Im Süden reicht der Distrikt bis an das Nordufer des Junín-Sees.
Der Distrikt Vicco grenzt im Süden an den Distrikt Ondores (Provinz Junín), im Westen an den Distrikt Huayllay, im Nordwesten an den Distrikt Simón Bolívar, im Norden an den Distrikt Tinyahuarco sowie im Osten an den Distrikt Ninacaca.